# James Roberts
James Roberts (Tweed Heads, 11 de abril de 1991) es un deportista australiano que compitió en natación, especialista en el estilo libre.
Participó en dos Juegos Olímpicos de Verano, en los años 2012 y 2016, obteniendo una medalla de bronce en Río de Janeiro 2016, en la prueba de 4 × 100 m libre. Ganó una medalla de plata en el Campeonato Pan-Pacífico de Natación de 2018, en la misma prueba.

## Palmarés internacional
| Juegos Olímpicos        | Juegos Olímpicos        | Juegos Olímpicos  | Juegos Olímpicos |
| Año                     | Lugar                   | Medalla           | Prueba           |
| ----------------------- | ----------------------- | ----------------- | ---------------- |
| 2016                    | Río de Janeiro (Brasil) | Medalla de bronce | 4 × 100 m libre  |
| Campeonato Pan-Pacífico |                         |                   |                  |
| Año                     | Lugar                   | Medalla           | Prueba           |
| 2018                    | Tokio (Japón)           | Medalla de plata  | 4 × 100 m libre  |